# Tietjen und Bommes
Tietjen und Bommes war eine Talkshow im NDR Fernsehen, die einmal im Monat freitags in der Zeit von 22:00 Uhr bis 00:00 Uhr ausgestrahlt wurde. Die Sendung war zuletzt nach den Moderatoren Bettina Tietjen und Alexander Bommes benannt. Neben prominenten Talkgästen aus Politik, Kultur, Sport und Gesellschaft wurden auch unbekannte Gäste – „die etwas zu sagen haben“ – eingeladen. Die Sendung wies einen durchschnittlichen Marktanteil von 16,3 Prozent im Sendegebiet auf.

## Geschichte der Sendung
Am 17. Januar 1997 startete die zunächst als „Talk-Illustrierte“ konzipierte Sendung unter dem Titel Stargeflüster. Die damals aus der „Hanseatic Lounge“ (Terminal 2) des Flughafens Hamburg ausgestrahlte Sendung war das erste von zwei Frauen moderierte Talkformat Deutschlands: Eva Herman und Bettina Tietjen. Die voraufgezeichneten Interviews internationaler Musiker und von Hollywood-Stars wurden in die Sendung eingespielt.
Im Mai 1999 wurde das Konzept der Sendung geändert und es entwickelte sich daraus die Talkshow Herman und Tietjen mit bis zu acht Live-Gästen. Die Sendungen wurden zunächst aus einem Studio des NDR in Hamburg-Lokstedt ausgestrahlt, ab März 2000 aus der „Elbkuppe“ des Hotel Hafen Hamburg in Hamburg-St. Pauli – mit einem Panoramablick über den Hamburger Hafen.
In den Jahren 2001 bis 2003 wurden einzelne Sendungen als Außenübertragen im Sendegebiet des NDR Fernsehen realisiert: im Schweriner Schloss, in den Herrenhäuser Gärten von Hannover und im Schloss Glücksburg in Schleswig-Holstein. Im Mai 2005 wurde die Sendung um 15 Minuten verlängert, um Nachgespräche mit Gästen führen zu können. Die Sendung erreichte zu diesem Zeitpunkt bis zu 16 Prozent Marktanteil im Sendegebiet und bis zu 1,5 Millionen Zuschauer bundesweit.
Ab dem 20. Januar 2006 erfolgte die Produktion der Sendung in der niedersächsischen Landeshauptstadt Hannover. Hier entstanden die Aufnahmen zunächst in einem Restaurationsbetrieb in der früheren Königlichen Reithalle des ehemaligen preußischen Militärreitinstituts Hannover in Hannover-Vahrenwald.
Am 12. September 2007 entschied sich der NDR nach der Entlassung Eva Hermans, die Talkshow als Talk mit Tietjen weiterzuführen. Tietjen führte am 14. September 2007 zusammen mit Reinhold Beckmann durch die Sendung. Vier Tage nach der Sendung gab der NDR bekannt, dass Yared Terfa Dibaba die Show bis Ende 2007 als Gastmoderator – neben Tietjen – präsentieren werde. Im Dezember 2007 wurde er als fester Moderator der Sendung angekündigt, die ab Januar 2008 Die Tietjen und Dibaba hieß. Ab März 2008 wurde Die Tietjen und Dibaba aus einem Fernsehstudio auf dem Messegelände Hannover ausgestrahlt.
Im September 2009 ersetzte Eckart von Hirschhausen Yared Dibaba. Der neue Name lautete Tietjen und Hirschhausen. Einmal wurde Hirschhausen durch die Entertainerin Ina Müller vertreten. Im Jahr 2012 wurde Hirschhausen von Guido Cantz, Bettina Tietjen und Isabel Varell im Rahmen der Sendung Verstehen Sie Spaß? reingelegt.
Zum 28. November 2014 verließ Hirschhausen die Talkshow auf eigenen Wunsch. Seit dem 6. Februar 2015 führte Tietjen gemeinsam mit Alexander Bommes durch die Sendung. Der neue Sendungsname lautete Bettina und Bommes. Im Juni 2017 wurde der Name der Sendung in Tietjen und Bommes umbenannt.
Am 13. Januar 2017 wurde die 250. Sendung der Talkshow ausgestrahlt. Als Gäste wurden Erol Sander, Anna Maria Mühe, Kostja Ullmann, Marianne Koch, Constantin Schreiber, Jenny Jürgens, Thimon von Berlepsch und Abdelkarim eingeladen.
Mitte Juni 2019 gab Alexander Bommes bekannt, er werde die Sendung nach rund vier Jahren verlassen. Bommes moderierte die Talkshow letztmals am 12. Juli. Am 19. Juni wurde bekannt, dass Jörg Pilawa der Nachfolger von Alexander Bommes werde. Die Sendung wurde in die NDR Talk Show eingegliedert und verlor ihren eigenen Namen. Zur ersten Sendung am 9. August 2019, die Tietjen noch ohne Pilawa moderierte, wurden u. a. Pascal Hens, Kathy Kelly, Thomas Ohrner und Bastian Bielendorfer eingeladen. Es gibt pro Monat drei Ausgaben der NDR Talk Show: die zwei Shows mit Barbara Schöneberger und Hubertus Meyer-Burckhardt aus Hamburg sowie eine Sendung mit Bettina Tietjen und Jörg Pilawa aus Hannover. Pilawa moderierte die NDR Talk Show schon von 2001 bis 2007. Der vierte Sendeplatz im Monat bleibt 3 nach 9 aus Bremen vorbehalten.

### Titel der Sendung
- Stargeflüster (Januar 1997 bis April 1999)
- Herman und Tietjen (Mai 1999 bis August 2007)
- Talk mit Tietjen (September 2007 bis Dezember 2007)
- Die Tietjen und Dibaba (Januar 2008 bis September 2009)
- Tietjen und Hirschhausen (September 2009 bis November 2014)
- Bettina und Bommes (Februar 2015 bis Mai 2017)
- Tietjen und Bommes (Juni 2017 bis Juli 2019)